# Heemtuin

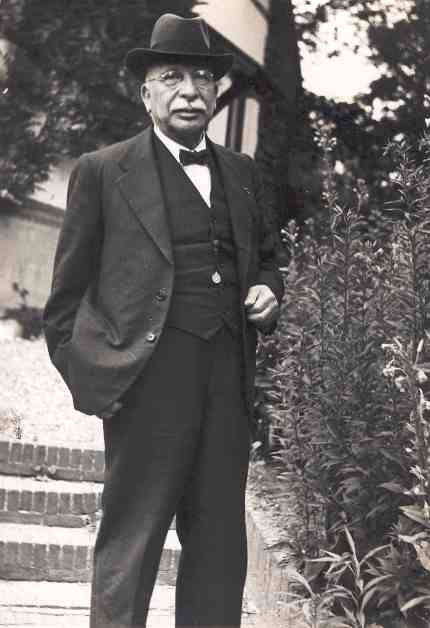
Jacobus Pieter Thijsse

Een heemtuin, heembos of heempark is een kunstmatig, veelal omheind landschapselement, bedoeld om de inheemse, wilde flora en fauna te laten zien. Het begrip is geïntroduceerd door Jac. P. Thijsse (1865-1945).
Het oorspronkelijke idee van Thijsse was dat van een educatief plantsoen dicht bij de mensen. De nadruk lag niet op soortenkennis maar op inzicht in levensgemeenschappen. Thijsse kreeg voor zijn 60ste verjaardag in 1925 het gebiedje Thijsse’s Hof in Bloemendaal. Hij richtte het samen met Leonard Springer in met diverse plantengemeenschappen uit Kennemerland. Thijsse’s Hof is daarmee de oudste heemtuin van West-Europa.

## Geschiedenis

### Vanaf 1960
In de jaren zestig van de twintigste eeuw waren heemtuinen populair. Veel scholen hadden een kruidentuin, wildtuin of arboretum en noemden die gewoonweg heemtuin. Dat hier ook insecten en dieren leefden, was leuk, maar geen hoofdzaak.
In de volgende decennia zouden het explosief groeiend gebruik van insecticiden, kunstmest en industriële landbouwmethodes het bestand aan insecten, insecteneters, grondbroeders, waterwild, vissen, amfibieën en reptielen echter decimeren.

### Omstreeks 1980
Teruggrijpend naar de bekommernis van Thijsse ook om insecten en vogels, verlegde de nadruk binnen de heemtuin zich in de jaren tachtig, zeker als die tuin mogelijkheden bood als toevluchtsoord of zelfs ersatz habitat voor bedreigde diersoorten.
In Vlaanderen, waar nooit een onderscheid werd gemaakt tussen een heemtuin en een heembos, kwam de nadruk te liggen op biodiversiteit en minder op het publiek toegankelijk of educatieve karakter.

### Vanaf 1990
In de jaren negentig kwamen er in Vlaanderen milieunormen in de vorm van VLAREM I, II en III en het Ruimtelijk Structuurplan Vlaanderen (1997). Gemeenten maakten verordeningen die de streekeigen vegetatie definieerde die vervolgens overal in de publieke ruimte werd aangeplant. Veel schooltuinen verdwenen, maar de publieke heemtuin aan de rand van de stad bleef en kreeg een meer recreatieve functie voor wandelaars en fietsers.
Heemtuinen werkten nu vaak aan de reconstructie van het landschap zoals zich dat op die bepaalde plaats ergens in het verleden had voorgedaan maar dat door monoculturen, verschraling of overbemesting teloor was gegaan.

### De 21ste eeuw
Veel oorspronkelijke heemtuinen zoals Thijsse die zag, zijn grotendeels verdwenen. Tot de uitzonderingen behoren Thijsse's Hof in Bloemendaal, Veermanshof te Wijhe, het Thijssepark in Amstelveen en Heemtuin Rucphen. Dat zijn heemtuinen die voor educatieve doeleinden nog met regionaal voorkomende plantengemeenschappen zijn ingericht. Er zijn kruidentuinen, thema-tuinen, eco-tuinen en meer inheemse aanplantingen in de openbare ruimte voor in de plaats gekomen. Ook in particuliere tuinen is meer aandacht voor inheemse flora en fauna. Heemtuinen kunnen daarbij voor inspiratie zorgen.

## Aanleg van een heemtuin
Ingrepen die bij de aanleg van een heemtuin vaak worden gedaan:
- Aanbrengen van natuurlijke afrasteringen voor mens en dier, bijvoorbeeld door de aanplant van (sleedoorn, meidoorn en rozen en door het plaatsen van wilgenvlechtwerk
- Ingrijpen in de waterhuishouding (sloten en meren aanbrengen, bemaling stoppen)
- Creëren of nivelleren van reliëf in het landschap
- Erosie tegengaan (natuurlijke windschermen, grassen)
- Ingrijpen in de bodemgesteldheid of van de bodemsamenstelling
- Beheersen van ongewenste woekerende en storende plantengroei
- Beheersen van overlast gevende populaties zoogdieren zoals zwerfkatten, konijnen en ratten
- Natuurlijke bestrijding van ziekten en plagen
- Creëren van beschutting voor nuttige dieren
- Uitzetten en beheren van nuttige dieren (schapen, bijen)
- Aanplanten of zaaien van inheemse flora
- Kweken van zaden en vruchten als voer voor aan te trekken diersoorten

## Lijst van heemtuinen
In een overzicht op de website van Stichting Oase, worden ongeveer 130 grotere en kleinere heem- en natuurtuinen in Nederland opgesomd, in België zeven.
Tot de heemtuinen behoren:

### In Nederland
- De Braak (1940) en Jac. P. Thijssepark (1950), Amstelveen[2]
- Heemtuin Presikhaaf (1980), Arnhem
- Heemtuin Sloterpark (1975), Amsterdam Nieuw-West[3]
- Thijsse's Hof (1925), Bloemendaal[4]
- Heemtuin Capelle, Capelle aan den IJssel[5]
- Arboretum-Heempark (1966), Delft[6]
- Heempark 's-Hertogenbosch (1960), 's-Hertogenbosch[7]
- Heemparken in Den Haag en Rijswijk[8]
- Heempark Frater Simon Deltour, deel van Genneper Parken, Eindhoven[9]
- Stadspark (Groningen) (1970), Groningen[10]
- Heemtuin Hengelo, Hengelo[11]
- Heemtuin de Heimanshof, Hoofddorp[12]
- Heemtuin Kampen, Kampen
- Londotuin (1972), Leersum
- Heemtuin Leiderdorp (1970), Leiderdorp[13]
- Heemtuin Kalkvaart (1973), Leeuwarden
- Natuurpark De Liniehof (1978), Made[14]
- Heemtuin Malden (1978), Malden[15]
- Heemtuin De Hondskerk (1972), Munstergeleen[16]
- Heemtuin Muntendam (1982), Muntendam
- Heemtuin Nieuwkoop (1982), Nieuwkoop[17]
- Heemtuin De Goaren (1985), Nijverdal[18]
- Heemtuin De Zomp (1930), Oosterbeek[19]
- Heempark De Tenellaplas (1950), Rockanje
- Heemtuin Rucphen, Rucphen[20]
- Heemtuin ’t Hoefblad, Schiedam[21]
- Orchideeëntuin Gerendal (1958), bij Valkenburg aan de Geul
- Heemtuin de Heimanshof (1935), Vierhouten[22]
- Natuurpark-Holy (1977), Vlaardingen[23]
- Heemtuin Veermanshof (1971), Wijhe[24]
- Heemtuin Zaandam (1955), Zaandam[25]

### In België
- Heempark Genk, Genk[26]
- Heemtuin Ryckevelde bij Brugge
- De wereld van Kina: de Tuin, Gent

- Gemeinsame Normdatei: 4069485-9
- Library of Congress Control Number: sh98004245
- Nationale Bibliotheek van Israël: 987007532653405171